# Snæbjörn Galti
Snøbjørn Galte Holmsteinsson (Nòrdic antic: Snæbjörn Galti, ca. 910-978) fou el primer escandinau que va navegar intencionadament fins a Groenlàndia, cap al 978.
El seu viatge és una continuació al descobriment accidental de les terres a l'oest d'Islàndia per Gunnbjörn Ulfsson, probablement a primers del segle x. D'acord amb els registres de l'època, Galti va fer el primer intent de colonitzar la costa oriental de Groenlàndia. No obstant això, el seu esforç no reeixí i fou assassinat en lluites internes. Existia una saga sobre el viatge de Snøbjørn Galta (Snæbjörn Galtier saga), però s'ha perdut.
Erik el Roig (Eiríkr Rauði) seria el primer habitant estable europeu a Groenlàndia. El 982 Eric el Roig arriba procedent d'Islàndia. Segons la Saga d'Erik el Roig (Eiríks saga rauða), va passar tres anys explorant la costa oest de Groenlàndia. Aparentment planejà millor el seu viatge i, segurament, tingué més sort amb el clima, alhora que controlava millor els seus acompanyants.